# Phillip E. Johnson
Phillip E. Johnson (Aurora (Illinois), 18 de junio de 1940-Berkeley (California), 2 de noviembre de 2019) fue un abogado estadounidense, el más notable proponente del movimiento conocido como Diseño Inteligente. 
Entre sus adversarios, el Diseño Inteligente es visto como una argucia para soslayar los principios legales que en Estados Unidos obligan a la independencia del Estado respecto a las religiones, intentando que se enseñe como ciencia natural lo que no sería sino una nueva versión disfrazada del creacionismo. Entre sus defensores, arguyen que el evolucionismo no deja de ser también una forma solapada de creencia no científica, al no poder explicar convincentemente la mayoría de los mecanismos por los cuales se habría dado la evolución.

## Biografía e ideas
Nacido en Aurora (Illinois) en 1940, recibió durante su juventud formación humanística y literaria (Bachelor of Arts degree in English Literaure)  en Harvard, graduándose después como abogado en Chicago. Fue ayudante del presidente del tribunal Supremo, Earl Warren. Actualmente es profesor emérito (jubilado) en la Universidad de California en Berkeley, de cuyo claustro formó parte entre 1967 y 2000. Es autor de libros de derecho, además de los textos polémicos más recientes que han hecho su fama.

### Diseño Inteligente
Considerado fundador del movimiento del Diseño Inteligente, expresión que el mismo inventó en su libro «Proceso a Darwin» (Darwin on Trial, 1991). Fue cofundador y principal estratega del Centro para la Ciencia y la Cultura, dependiente del Discovery Institute.
Johnson ha defendido la enseñanza del Diseño Inteligente, mejor que la evolución biológica, que se caracteriza como atea, refutada por todas las pruebas y cuya lógica es terrible.[cita requerida] Fue un crítico acérrimo del naturalismo metodológico, la posición filosófica que se encuentra detrás del conjunto de la ciencia moderna, que restringe su trabajo a la investigación de los fenómenos observables. En su lugar abrazó una filosofía que designa como «realismo teísta». Según esta filosofía el naturalismo de la ciencia es un a priori, que descarta como hipótesis cualquier intervención sobrenatural. Ha desarrollado repetidamente este punto de vista en textos como «Derrotar al darwinismo abriendo las mentes» (Defeating Darwinism by Opening Minds).
Johnson fue el autor del documento estratégico en el que se animaba a abandonar el discurso religioso en la confrontación con la ciencia, sustituyéndolo por uno científico, en el que se pide que se enseñe en pie de igualdad en las clases de ciencias la teoría del Diseño Inteligente. La mayor parte de la comunidad científica, no acepta que el Diseño Inteligente merezca el estatus de teoría científica.

### VIH y sida
Johnson ha participado activamente en la denegación pública de las teorías dominantes en cuanto a la naturaleza y origen del sida, incluida la relación de dependencia causal respecto a la infección por VIH (algunos críticos incluso niegan la existencia de este virus). Tienden a alegar que no hay una correlación perfecta entre seropositividad (infección) y sida, salvo si los casos se definen en función de aquella. Para Johnson «La decisión de culpar del sida al VIH fue una decisión política, desde luego no científica». Los motivos de creacionistas, como Philip E. Johnson, que es un «cristiano renacido» (born again christian), no pueden compararse con los de los científicos, como Peter Duesberg, que han dirigido críticas científicas hacia la ciencia estándar del sida, ni con los de sectores de las llamadas «medicinas alternativas» o «complementarias» que mantienen una batalla abierta con la medicina científica. Sin embargo, Johnson confesó que su adhesión al movimiento tuvo uno de sus hitos cuando Duesberg le confió la revisión de uno de sus manuscritos antes de su publicación.

## Obra
Aparte manuales relacionados con el derecho, publicados durante su etapa de abogado y profesor en activo, Johnson ha publicado varios libros con gran éxito de ventas dedicados a combatir el darwinismo y promover el creacionismo, sobre todo en su variante de «diseño inteligente». La mayoría han sido publicados por una misma editorial ligada al movimiento, InterVarsity Press, que ha publicado sobre todo libros de apologética cristiana. Destacan entre sus obras:
- Johnson, P. E. (1991). "Darwin on trial." Regnery Gateway; Lanham, MD.
- Johnson, P. E. (1995). "Reason in the balance : the case against naturalism in science, law & education." InterVarsity Press, Downers Grove, Illinois.
- Johnson, P. E. (1997). "Defeating Darwinism by opening minds." InterVarsity Press, Downers Grove, Illinois.
- Johnson, P. E. (1998). "Objections sustained: subversive essays on evolution, law & culture." InterVarsity Press, Downers Grove, Illinois.
- Johnson, P. E. (2000). "The wedge of truth: splitting the foundations of naturalism." InterVarsity Press, Downers Grove, Illinois.
- Johnson, P. E. (2002). "The right questions: truth, meaning & public debate." InterVarsity Press, Downers Grove, Illinois.

## Ediciones en español
- Johnson, Phillip E. (2007). Juicio a Darwin. Homo Legens. ISBN 978-84-935556-2-7.

## Críticas
Se ha acusado a Johnson de deshonestidad por citar siempre a autores evolucionistas sacando sus palabras de contexto o tergiversándolas, práctica conocida como «quote mining». Por ejemplo ha sido acusado de usar equívocamente la expresión naturalismo, sin distinguir la definición ontológica de la epistemológica.[cita requerida]
Dado que tanto los proponentes como los adversarios del «Diseño Inteligente» lo consideran el padre de este último movimiento, los que acusan a éste de ocultar un programa de propaganda religiosa detrás de un disfraz científico, han usado frecuentemente sus citas para dar sustancia a sus críticas. Se subraya especialmente su responsabilidad en la gestación de la estrategia deliberada de ocultación conocida como «Wedge Strategy» (estrategia de la cuña), dirigida a largo plazo a sustituir la vigente filosofía naturalista de la ciencia por otra sensible a la revelación divina, haciendo de la creencia en Dios parte de la ciencia.[cita requerida]